# Пепуза
Пепуза (грчки: Πέπουζα) је било древно насеље у малоазијској покрајини Фригији (данас турска провинција Ушак). Од средине 2. века, до средине 6. века, Пепуза је била средиште старохришћанске цркве монтаниста, која се ширила читавим Римским царством. Пепуза је била и седиште монтанистичког патријарха. Монтанисти су Пепузу, средиште покрета, прогласили Новим Јерусалимом, због чега су првобитно називани Пепузијанцима.
Пепуза и оближњи град Тимион су у антици привлачили гомиле ходочасника из целог Римског царства. Жене су имале битну и еманциповану улогу у монтанизму. Оне су могле да постану свештеници и епископи.
У 6. веку, око 550. године, уз подршку цара Јустинијана I, епископ Јован Ефески је предводио експедицију у Пепузу ради уништења монтанистичког светилишта, изграђеног поред гробова Монтана, Присциле и Максимилије. Јован Ефески је наредио да се спале мошти зачетника монтанизма, као и њихове цркве. Тада је Пепуза опустошена, а монтанистичка заједница у Папузи истребљена.
Научници су тражили изгубљене локације Пепузе и Тимиона још од 19. века. Почев од 2001. године, Петер Лампе са Универзитета у Хајделбергу и његов тим су започели ископавања у области древне Фригије и пронашли бројна античка насеља. Једно од тих насеља је идентификовано као свето место монтанизма, Пепуза.